# Моральный прогресс
Моральный прогресс — развитие таких понятий как моральные ценности и моральные практики в масштабах всего общества. Мишель Муди-Адамс отмечает, что «моральный прогресс в области ценностей предполагает углубление нашего понимания существующих моральных концепций, а в области практик — воплощение углублённых представлений о морали в поведении или социальных институтах».

## Определения
Аллен Бьюкенен, определяет моральный прогресс, как «морально прогрессивные изменения, в социальных практиках и институтах ... движение, к некоему морально желаемому положению дел». Мишель Муди-Адамс, определяет локальный моральный прогресс, как «более полное осознание богатства и диапазона применений конкретной моральной концепции» или разработку новой концепции, а также распространение «практик, отражающих более глубокое понимание принципов справедливости и связанных с ней моральных понятий».
Согласно другой точке зрения, моральный прогресс «наиболее точно описывает концепцию морального реализма».
Не следует путать моральный прогресс в глобальном масштабе, с моральным развитием отдельных людей.

## Аспекты
Моральный прогресс, в обществе, приводит к моральному прогрессу, в убеждениях, отдельных членов, данного общества. Понимание морали также не является обязательным для человека, если органы государственной власти внедряют идеи морального прогресса, с помощью стимулов и различных методов мотивации. В результате чего, моральный прогресс, в области практик на деле, может происходить быстрее, чем моральный прогресс, в области ценностей конкретных людей. Иными словами, под внешним давлением, люди и организации могут вести себя лучше, не в силу личных убеждений, а исходя из расчёта общественной выгоды и идеи «разумного эгоизма». Бьюкенен проводит различие, между совершенствованием морали, вызванным внешними факторами, некоторые из которых, возможно, не зависят от мотивации и деятельности человека, и подлинным моральным прогрессом. Однако, при этом, он отмечает, что первое, как правило, в любом случае приводит к второму.
Моральный прогресс, в последние несколько столетий, часто является результатом действий морально прогрессивных общественных движений, популяризирующих новые моральные ценности.
Измерение всеобщего морального прогресса затруднительно, поскольку, не существует единого мнения о его конечной цели и объективных стандартов этики. Большинство сложных моральных понятий имеют более чем одно устоявшееся определение, из-за чего, оценка морального прогресса, становится даже более сложной, чем оценка общечеловеческого развития. Измерение локального, более конкретного морального прогресса проще, поскольку легче достичь согласия по более конкретным и локальным этическим проблемам. Как отмечают Мушенга и Мейнед, «большинство современных голландцев согласятся с тем, что Нидерланды с XVI века добились морального прогресса. Сомнительно, чтобы с этим согласились также и голландцы XVI века». Джереми Эванс, однако, приводит аргумент в пользу того, что можно создать определение морального прогресса, которое «опирается на взаимосвязь между ростом благосостояния населения ... и этическим прогрессом».

## Типология морального прогресса
Бьюкенен приводит типологию развития морального прогресса:
- лучшее соответствие действующим моральным нормам,
- более совершенные моральные концепции,
- лучшее осознание понятия добродетелей,
- лучшая моральная мотивация,
- более совершенные моральные принципы,
- правильная деморализация,
- правильное морализаторство,
- лучшее понимание морального положения и моральных статусов,
- совершенствование понимания природы морали,
- более глубокое понимание справедливости.

### Расширение морального представления
Расширение морального круга — процесс увеличения числа и типа субъектов, которым уделяется моральное внимание с течением времени. Социолог Джейси Риз Антис утверждает, что расширение морального кругозора является важным показателем морального прогресса и подходом к обеспечению благоприятного будущего для всех разумных существ. Его организация «Sentience Institute» исследует расширение морального представления, изучая исторические и современные примеры морального прогресса, такие как британское движение аболиционистов.

## Примеры
Бьюкенен назвал современное движение за права человека «наиболее ярким примером [морального] прогресса».
Другие примеры морального прогресса:
- изменение отношения ко всем отдельным людям в лучшую сторону; в частности, отмена рабства[2][12][13][14], сокращение случаев расизма и числа насильственных преступлений, таких как гомицид и убийство[12], распространение политических прав, в том числе свободное и активное избирательное право, и других прав человека, таких как терпимость к другим вероисповеданиям, толерантность и свобода слова[12], а также отмена многочисленных видов насильственных наказаний[12];
- улучшение обращения с женщинами путем развития и распространения прав женщин, обеспечения гендерного равенства[2][12][6];
- прогресс в международных взаимоотношениях за счёт формирования международных стандартов, запрещающих такие виды поведения как войны и ведение колониальной политики[12].